# Mark Bresciano
Mark Bresciano (AFI: [brɛˈʃɑːnoʊ], [breʃˈʃaːno]; Melbourne, 11 febbraio 1980) è un dirigente sportivo, imprenditore ed ex calciatore australiano di origini italiane, di ruolo centrocampista, consigliere d'amministrazione del Catania.
Cresciuto a livello giovanile in Australia, nel 1999, a 19 anni, si è trasferito in Italia dove ha giocato fino al 2011 con le maglie di Empoli, Parma, Palermo e Lazio; per poi concludere la propria carriera in Medio Oriente con Al-Nasr e Al-Gharafa.
Con i socceroos, con il quale ha esordito nel 2001, conta 84 gare e tredici reti. Ha rappresentato la sua nazionale, ai Mondiali 2006, ai Mondiali 2010, ai Mondiali 2014, alla Confederations Cup nel 2001, alla Coppa d'Oceania nel 2004 (conquistando il primo posto), alla Coppa d'Asia 2007 ed alla Coppa d'Asia 2015 (vinta dai Socceroos).

## Biografia
Di padre lucano (Prospero Bresciano, originario di Viggiano, emigrato da giovane in Australia) e madre istriana (originaria di Antonzi, vicino a Parenzo, dove Mark si trova spesso in visita o in vacanza, poiché vi risiedono tuttora i nonni materni), Bresciano cresce a Rosanna, Victoria, Melbourne. Anche suo fratello minore Robert Bresciano è stato un calciatore. Ha sposato Renée Capitanio (nata nel 1980) nel maggio del 2006: i due si conoscono dai tempi dell'asilo. Le sue due figlie Alessia e Montana sono nate rispettivamente il 10 febbraio 2007 e il 19 dicembre 2008.
Atipico ma molto espressivo il suo modo di esultare dopo aver segnato un gol: subito dopo che la palla era entrata in rete, si immobilizzava imitando una statua.
Dopo il ritiro dal calcio giocato diventa imprenditore nel settore immobiliare e nella produzione di farmaci a base di marijuana.

## Caratteristiche tecniche
Esterno di centrocampo molto duttile, sa anche giocare come ala, centrocampista offensivo, seconda punta, trequartista e talvolta anche da centrale di centrocampo; si sa ben comportare anche in fase difensiva (come ha fatto nella stagione 2009-2010 a Palermo), ma offre il meglio di sé come mezzapunta di sinistra nel 4-2-3-1.
Il tecnico del Palermo Davide Ballardini, che lo ha allenato nella stagione 2008-2009, lo ha definito "un virtuoso della via mediana fra quantità e qualità, capace di svolgere una funzione importante «per le squadre in cui gioca»".

## Carriera

### Club

#### Inizi e arrivo in Italia
Nel 1995 esordisce nei Bulleen Lions (nella Victorian Premier League), all'età di 15 anni, dove rimarrà fino al 1997. Nel terzo di questi tre anni realizza 4 reti. Considerando anche la coppa, saranno in totale 15 partite e 5 gol. Dopo aver finito il Marcellin College, nel 1997 ha una breve esperienza all'Australian Institute of Sport (un'università sportiva). In seguito si trasferisce nella squadra australiana del Carlton (nella massima serie), dove rimane due stagioni totalizzando 36 gare condite da 8 reti.
Nel 1999 fu acquistato, congiuntamente al connazionale Vincenzo Grella, dalla società italiana dell'Empoli. Resta in Toscana per tre stagioni, fino al 2002, quando viene acquistato dal Parma, dove trova altri ex empolesi come Marco Marchionni e Vincenzo Grella, e in cui milita fino al 2005-2006, stagione dove mette a segno 8 reti in 32 partite.

#### Palermo
Nell'estate 2006 viene acquistato dal Palermo, in cambio del prestito con diritto di riscatto di Budan e di Ciaramitaro. È il primo e unico calciatore australiano della storia della società rosanero. Gioca una stagione 2006-2007 altalenante, come un po' tutta la squadra: un girone d'andata di primo livello, nel quale è stato in grado di ricoprire praticamente tutti i ruoli del campo, e quello di ritorno quasi disastroso. Si fa notare con gol spettacolari e a volte decisivi, come quello alla prima giornata di campionato contro la Reggina (vittoria per 4-3) e quello nella partita di andata contro il Milan finita 2-0 per i rosanero. Nella prima stagione al Palermo l'australiano colleziona 34 presenze e 6 gol, dando un importante contributo alla squadra.
Come detto da lui stesso il 2 maggio 2008 in conferenza stampa, la stagione 2007-2008 è la più brutta della sua carriera, sia per lo scarso rendimento in campo sia perché non è più titolare inamovibile come nella stagione precedente; la sua condizione, sia atletica che mentale, non era perfetta.
Torna ad essere titolare nella stagione 2008-2009, nella quale si rende protagonista di ottime prestazioni anche dovute al fatto di aver trovato in Ballardini un allenatore che lo motivasse. Va in rete alla prima partita della stagione contro l'Udinese, per poi tornare a segnare solo nel 2009, con 3 gol nelle prime due partite del nuovo anno: una rete contro l'Atalanta e due contro la Sampdoria in trasferta. Gennaio è evidentemente il suo mese d'oro in gare di campionato, con 9 reti in 46 partite da quando è in Italia. Conclude la stagione con 26 presenze in campionato, limitate a causa di infortuni.
Il 13 settembre 2009 raggiunge il traguardo delle 100 partite in maglia rosanero giocando l'incontro Palermo-Bari (1-1). Le presenze sono così suddivise: 89 in campionato (con 11 reti), 5 in Coppa Italia e 6 in Coppa UEFA.
Il 13 dicembre festeggia al meglio il traguardo delle 100 partite in Serie A con la maglia rosanero giocando e segnando la rete del definitivo 0-2 in Milan-Palermo, la prima realizzazione nella stagione 2009-2010, la terza a San Siro contro i rossoneri da quando veste la maglia rosanero. In seguito accuserà dei problemi fisici che lo costringono ad un intervento chirurgico di microdiscectomia il 24 marzo 2010, in accordo con lo staff medico della Nazionale australiana. Il suo obiettivo è stato infatti quello di farsi trovare pronto per il campionato mondiale di calcio 2010, e visto che era in scadenza di contratto coi rosanero, il lunedì 10 maggio 2010 firma una sorta di contratto con gli arabi dell'Al-Nassr, della durata di due anni e per 2 milioni di euro a stagione, salvo poi decidere di fare dietro front scegliendo di rimanere in un campionato competitivo dell'Europa.

#### Lazio
Svincolatosi dal Palermo e di rientro dal Mondiale sudafricano, il 2 luglio 2010 viene depositato il suo contratto presso la Lega Serie A da parte della Lazio, la quale ufficializza il 6 luglio il suo ingaggio sul proprio sito ufficiale. La durata del contratto dell'australiano è biennale, con scadenza nel 2012, per una cifra intorno al milione di euro a stagione.
Esordisce con la maglia biancoceleste il 12 settembre 2010 alla seconda giornata di campionato, entrando a partita in corso nella vittoria casalinga per 3-1 sul Bologna. Nella giornata successiva gioca la prima partita da titolare in maglia biancoceleste, nella vittoria in trasferta per 2-1 sulla Fiorentina. Realizza il suo primo gol con la maglia biancoceleste, e l'unico stagionale, il 27 ottobre 2010 in Lazio-Portogruaro (3-0) valida per il terzo turno di Coppa Italia. Utilizzato quasi sempre a partita in corso, gioca il suo secondo incontro da titolare in campionato alla 31ª giornata, in Napoli-Lazio (4-3). Chiude la stagione con 20 presenze in campionato e 3 in Coppa Italia. Nonostante un altro anno di contratto, a fine stagione lascia i biancocelesti non rientrando più nei piani societari.

#### Al-Nasr e Al-Gharafa
Nell'agosto 2011 passa alla squadra emiratina dell'Al-Nasr per 300.000 euro, firmando un contratto biennale a 2 milioni di euro all'anno con la possibilità di rescinderlo anticipatamente dietro pagamento di una penale di un milione di sterline.
Nel 2012 passa all'Al-Gharafa, che lo prende come terzo professionista della rosa.
Il 16 novembre 2013 è stato sospeso per quattro mesi dalla FIFA per presunta irregolarità nel suo trasferimento all'Al-Gharafa. Il giocatore, oltre allo stop fino a marzo, ha dovuto pagare anche un'ammenda di un milione e 87.000 dollari. L'8 gennaio 2014 la situazione viene chiarita, lasciando così libero Bresciano di giocare con la Nazionale i Mondiali di calcio in Brasile.

### Nazionale

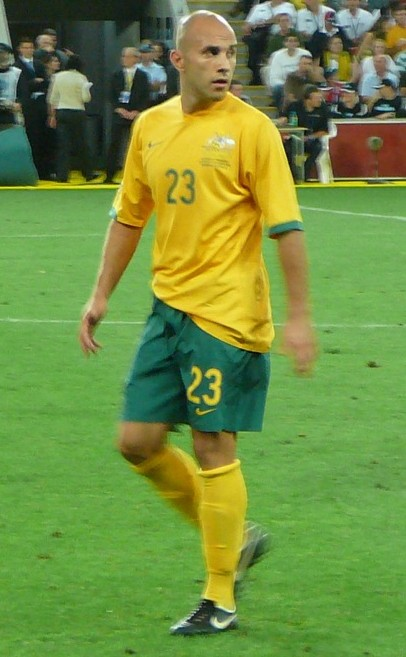
Bresciano con la maglia della Nazionale australiana

Con la Nazionale Under-20 australiana ha partecipato al Mondiale di categoria del 1999, in cui ha giocato le 3 partite della sua squadra prima dell'eliminazione arrivata al primo turno.
Bresciano e il suo compagno Grella furono esclusi dalla Confederations Cup del 2005 da Frank Farina per permettere loro di partecipare allo spareggio salvezza della Serie A tra Parma e Bologna, come richiesto dalla loro squadra di appartenenza.
In seguito è divenuto una delle colonne portanti della Nazionale maggiore che, sotto la guida dell'olandese Guus Hiddink, ha ottenuto la qualificazione ai Mondiali di calcio in Germania, dove si è fermata agli ottavi battuta dall'Italia.
Partecipa anche al Mondiale di quattro anni dopo in Sudafrica, dopo aver recuperato da un infortunio che lo aveva tenuto fuori causa in quasi tutta la seconda parte della stagione al Palermo. Ha esordito nella competizione nella seconda giornata del primo turno, nell'incontro pareggiato 1-1 contro il Ghana, uscendo al 66' per lasciare il posto a Scott Chipperfield; ritorna quindi all'attività dopo più di quattro mesi dall'ultima partita in maglia rosanero. Gioca anche la terza ed ultima partita del girone, nella vittoria per 2-1 contro la Serbia, dove anche stavolta esce al 66' per far posto a Chipperfield. Chiude quindi la competizione con 2 presenze, poiché la sua Nazionale non passa la prima fase.
Il 20 settembre 2010 annuncia un congedo dalla Nazionale per almeno un anno, escludendosi perciò dalla Coppa d'Asia del 2011. Il 14 maggio 2014 viene inserito nella lista di 30 pre-convocati per il Mondiale brasiliano, manifestazione in cui scende in campo in tre occasioni.
Viene convocato per partecipare alla sua seconda Coppa d'Asia del 2015, vinta dalla nazionale australiana, seppure Bresciano sia rimasto in panchina per tutta la durata della finale, il 31 gennaio contro la Corea del Sud per 2-1 dopo i tempi supplementari. Il 25 febbraio lascia la nazionale.

### Dopo il ritiro
Terminata la carriera da calciatore, nel 2019 entra a far parte del consiglio di amministrazione della Federazione australiana, curando gli aspetti finanziari e strutturali.. Nell'estate del 2022 contribuisce, insieme a Vincenzo Grella, alla rifondazione del Catania, convincendo e aiutando l'imprenditore italo-australiano Rosario Pelligra ad investire sulla squadra di calcio etnea.. Nel 2023 entra a far parte ufficialmente del CDA della società rossazzurra come consigliere.. Il 24 Aprile 2024 lascia il board della nazionale australiana.

## Statistiche

### Presenze e reti nei club
| Stagione             | Squadra              | Campionato           | Campionato | Campionato | Coppe nazionali | Coppe nazionali | Coppe nazionali | Coppe continentali | Coppe continentali | Coppe continentali | Altre coppe | Altre coppe | Altre coppe | Totale | Totale |
| Stagione             | Squadra              | Comp                 | Pres       | Reti       | Comp            | Pres            | Reti            | Comp               | Pres               | Reti               | Comp        | Pres        | Reti        | Pres   | Reti   |
| -------------------- | -------------------- | -------------------- | ---------- | ---------- | --------------- | --------------- | --------------- | ------------------ | ------------------ | ------------------ | ----------- | ----------- | ----------- | ------ | ------ |
| 1995                 | Bulleen Lions        | VPL                  | 1          | 0          | CN              | 0               | 0               | -                  | -                  | -                  | -           | -           | -           | 1      | 0      |
| 1996                 | Bulleen Lions        | VPL                  | 4          | 0          | CN              | 2               | 0               | -                  | -                  | -                  | -           | -           | -           | 6      | 0      |
| 1997                 | Bulleen Lions        | VPL                  | 4          | 4          | CN              | 4               | 1               | -                  | -                  | -                  | -           | -           | -           | 8      | 5      |
| Totale Bulleen Lions | Totale Bulleen Lions | Totale Bulleen Lions | 9          | 4          |                 | 6               | 1               |                    | -                  | -                  |             | -           | -           | 15     | 5      |
| 1997-1998            | Carlton              | AL                   | 14         | 3          | CN              | 4               | 1               | -                  | -                  | -                  | -           | -           | -           | 18     | 4      |
| 1998-1999            | Carlton              | AL                   | 18         | 4          | CN              | 0               | 0               | -                  | -                  | -                  | -           | -           | -           | 18     | 4      |
| Totale Carlton       | Totale Carlton       | Totale Carlton       | 32         | 7          |                 | 4               | 1               |                    | -                  | -                  |             | -           | -           | 36     | 8      |
| 1999-2000            | Empoli               | B                    | 17         | 2          | CI              | 2               | 0               | -                  | -                  | -                  | -           | -           | -           | 19     | 2      |
| 2000-2001            | Empoli               | B                    | 30         | 5          | CI              | 3               | 2               | -                  | -                  | -                  | -           | -           | -           | 33     | 7      |
| 2001-2002            | Empoli               | B                    | 33         | 10         | CI              | 3               | 0               | -                  | -                  | -                  | -           | -           | -           | 36     | 10     |
| Totale Empoli        | Totale Empoli        | Totale Empoli        | 80         | 17         |                 | 8               | 2               |                    | -                  | -                  |             | -           | -           | 88     | 19     |
| 2002-2003            | Parma                | A                    | 24         | 0          | CI              | 2               | 0               | CU                 | 1                  | 0                  | -           | -           | -           | 27     | 0      |
| 2003-2004            | Parma                | A                    | 33         | 8          | CI              | 2               | 1               | CU                 | 2                  | 0                  | -           | -           | -           | 37     | 9      |
| 2004-2005            | Parma                | A                    | 34+2       | 3+0        | CI              | 1               | 0               | CU                 | 9                  | 0                  | -           | -           | -           | 46     | 3      |
| 2005-2006            | Parma                | A                    | 32         | 8          | CI              | 3               | 0               | -                  | -                  | -                  | -           | -           | -           | 35     | 8      |
| Totale Parma         | Totale Parma         | Totale Parma         | 123+2      | 19         |                 | 8               | 1               |                    | 12                 | 0                  |             | -           | -           | 145    | 20     |
| 2006-2007            | Palermo              | A                    | 34         | 6          | CI              | 1               | 0               | CU                 | 4                  | 0                  | -           | -           | -           | 39     | 6      |
| 2007-2008            | Palermo              | A                    | 26         | 1          | CI              | 2               | 0               | CU                 | 2                  | 0                  | -           | -           | -           | 30     | 1      |
| 2008-2009            | Palermo              | A                    | 26         | 4          | CI              | 1               | 0               | -                  | -                  | -                  | -           | -           | -           | 27     | 4      |
| 2009-2010            | Palermo              | A                    | 18         | 1          | CI              | 2               | 0               | -                  | -                  | -                  | -           | -           | -           | 20     | 1      |
| Totale Palermo       | Totale Palermo       | Totale Palermo       | 104        | 12         |                 | 6               | 0               |                    | 6                  | 0                  |             | -           | -           | 117    | 12     |
| 2010-2011            | Lazio                | A                    | 20         | 0          | CI              | 3               | 1               | -                  | -                  | -                  | -           | -           | -           | 23     | 1      |
| 2011-2012            | Al-Nasr              | FL                   | 17         | 10         | CdP             | 6               | 1               | AFC                | 4                  | 0                  | -           | -           | -           | 27     | 11     |
| 2012-2013            | Al-Gharafa           | QL                   | 19         | 1          | SJC             | 0               | 0               | AFC                | 4                  | 1                  | -           | -           | -           | 23     | 2      |
| 2013-2014            | Al-Gharafa           | QL                   | 11         | 0          | SJC             | 0               | 0               | -                  | -                  | -                  | -           | -           | -           | 11     | 0      |
| 2014-2015            | Al-Gharafa           | QL                   | 1          | 0          | SJC             | 0               | 0               | -                  | -                  | -                  | -           | -           | -           | 1      | 0      |
| Totale Al-Gharafa    | Totale Al-Gharafa    | Totale Al-Gharafa    | 31         | 1          |                 | -               | -               |                    | 4                  | 1                  |             | -           | -           | 35     | 2      |
| Totale carriera      | Totale carriera      | Totale carriera      | 418        | 70         |                 | 41              | 7               |                    | 26                 | 1                  |             | -           | -           | 485    | 78     |

### Cronologia presenze e reti in nazionale
| Cronologia completa delle presenze e delle reti in nazionale ― Australia | Cronologia completa delle presenze e delle reti in nazionale ― Australia | Cronologia completa delle presenze e delle reti in nazionale ― Australia | Cronologia completa delle presenze e delle reti in nazionale ― Australia | Cronologia completa delle presenze e delle reti in nazionale ― Australia | Cronologia completa delle presenze e delle reti in nazionale ― Australia | Cronologia completa delle presenze e delle reti in nazionale ― Australia | Cronologia completa delle presenze e delle reti in nazionale ― Australia |
| Data                                                                     | Città                                                                    | In casa                                                                  | Risultato                                                                | Ospiti                                                                   | Competizione                                                             | Reti                                                                     | Note                                                                     |
| ------------------------------------------------------------------------ | ------------------------------------------------------------------------ | ------------------------------------------------------------------------ | ------------------------------------------------------------------------ | ------------------------------------------------------------------------ | ------------------------------------------------------------------------ | ------------------------------------------------------------------------ | ------------------------------------------------------------------------ |
| 1-6-2001                                                                 | Taegu                                                                    | Australia                                                                | 1 – 0                                                                    | Francia                                                                  | Conf. Cup 2001 - 1º turno                                                | -                                                                        | 78’                                                                      |
| 3-6-2001                                                                 | Suwon                                                                    | Corea del Sud                                                            | 1 – 0                                                                    | Australia                                                                | Conf. Cup 2001 - 1º turno                                                | -                                                                        | 61’                                                                      |
| 7-6-2001                                                                 | Yokohama                                                                 | Giappone                                                                 | 1 – 0                                                                    | Australia                                                                | Conf. Cup 2001 - Semifinale                                              | -                                                                        | 60’                                                                      |
| 9-6-2001                                                                 | Ulsan                                                                    | Australia                                                                | 1 – 0                                                                    | Brasile                                                                  | Conf. Cup 2001 - Finale 3º posto                                         | -                                                                        | 71’                                                                      |
| 24-6-2001                                                                | Sydney                                                                   | Australia                                                                | 4 – 1                                                                    | Nuova Zelanda                                                            | Qual. Mondiali 2002                                                      | -                                                                        | 60’                                                                      |
| 11-11-2001                                                               | Melbourne                                                                | Australia                                                                | 1 – 1                                                                    | Francia                                                                  | Amichevole                                                               | -                                                                        | 73’ 87’                                                                  |
| 12-2-2003                                                                | Londra                                                                   | Inghilterra                                                              | 1 – 3                                                                    | Australia                                                                | Amichevole                                                               | -                                                                        | 46’                                                                      |
| 19-8-2003                                                                | Dublino                                                                  | Irlanda                                                                  | 2 – 1                                                                    | Australia                                                                | Amichevole                                                               | -                                                                        |                                                                          |
| 7-9-2003                                                                 | Reading                                                                  | Australia                                                                | 2 – 1                                                                    | Giamaica                                                                 | Amichevole                                                               | 1                                                                        |                                                                          |
| 18-2-2004                                                                | Caracas                                                                  | Venezuela                                                                | 1 – 1                                                                    | Australia                                                                | Amichevole                                                               | -                                                                        |                                                                          |
| 30-3-2004                                                                | Londra                                                                   | Australia                                                                | 1 – 0                                                                    | Sudafrica                                                                | Amichevole                                                               | 1                                                                        | 75’                                                                      |
| 21-5-2004                                                                | Sydney                                                                   | Australia                                                                | 1 – 3                                                                    | Turchia                                                                  | Amichevole                                                               | 1                                                                        |                                                                          |
| 24-5-2004                                                                | Melbourne                                                                | Australia                                                                | 0 – 1                                                                    | Turchia                                                                  | Amichevole                                                               | -                                                                        | 85’                                                                      |
| 29-5-2004                                                                | Adelaide                                                                 | Australia                                                                | 1 – 0                                                                    | Nuova Zelanda                                                            | Qual. Mondiali 2006                                                      | 1                                                                        |                                                                          |
| 16-11-2004                                                               | Londra                                                                   | Australia                                                                | 2 – 2                                                                    | Norvegia                                                                 | Amichevole                                                               | -                                                                        | 46’                                                                      |
| 9-2-2005                                                                 | Durban                                                                   | Sudafrica                                                                | 1 – 1                                                                    | Australia                                                                | Amichevole                                                               | -                                                                        | 55’ 75’                                                                  |
| 26-3-2005                                                                | Sydney                                                                   | Australia                                                                | 2 – 1                                                                    | Iraq                                                                     | Amichevole                                                               | 1                                                                        | 63’                                                                      |
| 3-9-2005                                                                 | Sydney                                                                   | Australia                                                                | 7 – 0                                                                    | Isole Salomone                                                           | Qual. Mondiali 2006                                                      | -                                                                        | 57’                                                                      |
| 7-9-2005                                                                 | Honiara                                                                  | Isole Salomone                                                           | 1 – 2                                                                    | Australia                                                                | Qual. Mondiali 2006                                                      | -                                                                        | 62’                                                                      |
| 9-10-2005                                                                | Londra                                                                   | Australia                                                                | 5 – 0                                                                    | Giamaica                                                                 | Amichevole                                                               | 1                                                                        | 79’                                                                      |
| 12-11-2005                                                               | Montevideo                                                               | Uruguay                                                                  | 1 – 0                                                                    | Australia                                                                | Qual. Mondiali 2006                                                      | -                                                                        | 52’                                                                      |
| 16-11-2005                                                               | Sydney                                                                   | Australia                                                                | 1 – 0 dts (4 – 2 dtr)                                                    | Uruguay                                                                  | Qual. Mondiali 2006                                                      | 1                                                                        | 96’                                                                      |
| 25-5-2006                                                                | Melbourne                                                                | Australia                                                                | 1 – 0                                                                    | Grecia                                                                   | Amichevole                                                               | -                                                                        |                                                                          |
| 4-6-2006                                                                 | Rotterdam                                                                | Paesi Bassi                                                              | 1 – 1                                                                    | Australia                                                                | Amichevole                                                               | -                                                                        | 67’                                                                      |
| 12-6-2006                                                                | Kaiserslautern                                                           | Australia                                                                | 3 – 1                                                                    | Giappone                                                                 | Mondiali 2006 - 1º turno                                                 | -                                                                        | 53’                                                                      |
| 18-6-2006                                                                | Monaco                                                                   | Brasile                                                                  | 2 – 0                                                                    | Australia                                                                | Mondiali 2006 - 1º turno                                                 | -                                                                        | 41’                                                                      |
| 22-6-2006                                                                | Stoccarda                                                                | Croazia                                                                  | 2 – 2                                                                    | Australia                                                                | Mondiali 2006 - 1º turno                                                 | -                                                                        | 71’                                                                      |
| 26-6-2006                                                                | Kaiserslautern                                                           | Italia                                                                   | 1 – 0                                                                    | Australia                                                                | Mondiali 2006 - Ottavi di finale                                         | -                                                                        |                                                                          |
| 7-10-2006                                                                | Brisbane                                                                 | Australia                                                                | 1 – 1                                                                    | Paraguay                                                                 | Amichevole                                                               | -                                                                        | 90+2’                                                                    |
| 11-10-2006                                                               | Sydney                                                                   | Australia                                                                | 2 – 0                                                                    | Bahrein                                                                  | Amichevole                                                               | 1                                                                        | 67’                                                                      |
| 14-11-2006                                                               | Londra                                                                   | Australia                                                                | 1 – 1                                                                    | Ghana                                                                    | Amichevole                                                               | -                                                                        | 78’                                                                      |
| 24-3-2007                                                                | Guangzhou                                                                | Cina                                                                     | 0 – 2                                                                    | Australia                                                                | Amichevole                                                               | 1                                                                        | 80’                                                                      |
| 30-6-2007                                                                | Singapore                                                                | Singapore                                                                | 0 – 3                                                                    | Australia                                                                | Amichevole                                                               | -                                                                        | 61’                                                                      |
| 8-7-2007                                                                 | Bangkok                                                                  | Australia                                                                | 1 – 1                                                                    | Oman                                                                     | Coppa d'Asia 2007 - 1º turno                                             | -                                                                        |                                                                          |
| 13-7-2007                                                                | Bangkok                                                                  | Iraq                                                                     | 3 – 1                                                                    | Australia                                                                | Coppa d'Asia 2007 - 1º turno                                             | -                                                                        |                                                                          |
| 16-7-2007                                                                | Bangkok                                                                  | Thailandia                                                               | 0 – 4                                                                    | Australia                                                                | Coppa d'Asia 2007 - 1º turno                                             | -                                                                        | 74’                                                                      |
| 21-7-2007                                                                | Hanoi                                                                    | Giappone                                                                 | 1 – 1 dts (4 – 3 dtr)                                                    | Australia                                                                | Coppa d'Asia 2007 - Quarti di finale                                     | -                                                                        | 71’                                                                      |
| 11-9-2007                                                                | Melbourne                                                                | Australia                                                                | 0 – 1                                                                    | Argentina                                                                | Amichevole                                                               | -                                                                        | 58’                                                                      |
| 6-2-2008                                                                 | Melbourne                                                                | Australia                                                                | 3 – 0                                                                    | Qatar                                                                    | Qual. Mondiali 2010                                                      | 1                                                                        |                                                                          |
| 26-3-2008                                                                | Kunming                                                                  | Cina                                                                     | 0 – 0                                                                    | Australia                                                                | Qual. Mondiali 2010                                                      | -                                                                        |                                                                          |
| 1-6-2008                                                                 | Brisbane                                                                 | Australia                                                                | 1 – 0                                                                    | Iraq                                                                     | Qual. Mondiali 2010                                                      | -                                                                        | 62’                                                                      |
| 14-6-2008                                                                | Doha                                                                     | Qatar                                                                    | 1 – 3                                                                    | Australia                                                                | Qual. Mondiali 2010                                                      | -                                                                        | 57’                                                                      |
| 19-8-2008                                                                | Londra                                                                   | Australia                                                                | 2 – 2                                                                    | Sudafrica                                                                | Amichevole                                                               | -                                                                        |                                                                          |
| 6-9-2008                                                                 | Eindhoven                                                                | Paesi Bassi                                                              | 1 – 2                                                                    | Australia                                                                | Amichevole                                                               | -                                                                        | 46’                                                                      |
| 10-9-2008                                                                | Tashkent                                                                 | Uzbekistan                                                               | 0 – 1                                                                    | Australia                                                                | Qual. Mondiali 2010                                                      | -                                                                        | 73’                                                                      |
| 19-11-2008                                                               | Manama                                                                   | Bahrein                                                                  | 0 – 1                                                                    | Australia                                                                | Qual. Mondiali 2010                                                      | 1                                                                        |                                                                          |
| 11-2-2009                                                                | Yokohama                                                                 | Giappone                                                                 | 0 – 0                                                                    | Australia                                                                | Qual. Mondiali 2010                                                      | -                                                                        | 90+2’                                                                    |
| 1-4-2009                                                                 | Sydney                                                                   | Australia                                                                | 2 – 0                                                                    | Uzbekistan                                                               | Qual. Mondiali 2010                                                      | -                                                                        |                                                                          |
| 6-6-2009                                                                 | Doha                                                                     | Qatar                                                                    | 0 – 0                                                                    | Australia                                                                | Qual. Mondiali 2010                                                      | -                                                                        | 77’                                                                      |
| 12-8-2009                                                                | Limerick                                                                 | Irlanda                                                                  | 0 – 3                                                                    | Australia                                                                | Amichevole                                                               | -                                                                        | 78’                                                                      |
| 5-9-2009                                                                 | Seul                                                                     | Corea del Sud                                                            | 3 – 1                                                                    | Australia                                                                | Amichevole                                                               | -                                                                        |                                                                          |
| 18-11-2009                                                               | Mascate                                                                  | Oman                                                                     | 1 – 2                                                                    | Australia                                                                | Qual. Coppa d'Asia 2011                                                  | -                                                                        | 67’                                                                      |
| 24-5-2010                                                                | Melbourne                                                                | Australia                                                                | 2 – 1                                                                    | Nuova Zelanda                                                            | Amichevole                                                               | -                                                                        | 46’                                                                      |
| 1-6-2010                                                                 | Roodeport                                                                | Australia                                                                | 1 – 0                                                                    | Danimarca                                                                | Amichevole                                                               | -                                                                        | 73’                                                                      |
| 5-6-2010                                                                 | Roodeport                                                                | Australia                                                                | 1 – 3                                                                    | Stati Uniti                                                              | Amichevole                                                               | -                                                                        |                                                                          |
| 19-6-2010                                                                | Rustenburg                                                               | Ghana                                                                    | 1 – 1                                                                    | Australia                                                                | Mondiali 2010 - 1º turno                                                 | -                                                                        | 68’                                                                      |
| 23-6-2010                                                                | Nelspruit                                                                | Australia                                                                | 2 – 1                                                                    | Serbia                                                                   | Mondiali 2010 - 1º turno                                                 | -                                                                        | 66’                                                                      |
| 29-2-2012                                                                | Melbourne                                                                | Australia                                                                | 4 – 2                                                                    | Arabia Saudita                                                           | Qual. Mondiali 2014                                                      | -                                                                        |                                                                          |
| 2-6-2012                                                                 | Copenaghen                                                               | Danimarca                                                                | 2 – 0                                                                    | Australia                                                                | Amichevole                                                               | -                                                                        | 74’                                                                      |
| 8-6-2012                                                                 | Mascate                                                                  | Oman                                                                     | 0 – 0                                                                    | Australia                                                                | Qual. Mondiali 2014                                                      | -                                                                        |                                                                          |
| 12-6-2012                                                                | Brisbane                                                                 | Australia                                                                | 1 – 1                                                                    | Giappone                                                                 | Qual. Mondiali 2014                                                      | -                                                                        | 13’                                                                      |
| 15-8-2012                                                                | Edimburgo                                                                | Scozia                                                                   | 3 – 1                                                                    | Australia                                                                | Amichevole                                                               | 1                                                                        | 46’                                                                      |
| 6-9-2012                                                                 | Beirut                                                                   | Libano                                                                   | 0 – 3                                                                    | Australia                                                                | Amichevole                                                               | -                                                                        | 46’                                                                      |
| 11-9-2012                                                                | Amman                                                                    | Giordania                                                                | 2 – 1                                                                    | Australia                                                                | Qual. Mondiali 2014                                                      | -                                                                        | 46’                                                                      |
| 6-2-2013                                                                 | Malaga                                                                   | Australia                                                                | 2 – 3                                                                    | Romania                                                                  | Amichevole                                                               | -                                                                        | 81’                                                                      |
| 26-3-2013                                                                | Sydney                                                                   | Australia                                                                | 2 – 2                                                                    | Oman                                                                     | Qual. Mondiali 2014                                                      | -                                                                        | 76’                                                                      |
| 4-6-2013                                                                 | Saitama                                                                  | Giappone                                                                 | 1 – 1                                                                    | Australia                                                                | Qual. Mondiali 2014                                                      | -                                                                        | 88’                                                                      |
| 11-6-2013                                                                | Melbourne                                                                | Australia                                                                | 4 – 0                                                                    | Giordania                                                                | Qual. Mondiali 2014                                                      | 1                                                                        |                                                                          |
| 18-6-2013                                                                | Sydney                                                                   | Australia                                                                | 1 – 0                                                                    | Iraq                                                                     | Qual. Mondiali 2014                                                      | -                                                                        |                                                                          |
| 7-9-2013                                                                 | Brasilia                                                                 | Brasile                                                                  | 6 – 0                                                                    | Australia                                                                | Amichevole                                                               | -                                                                        |                                                                          |
| 11-10-2013                                                               | Saint-Denis                                                              | Francia                                                                  | 6 – 0                                                                    | Australia                                                                | Amichevole                                                               | -                                                                        |                                                                          |
| 15-10-2013                                                               | Londra                                                                   | Canada                                                                   | 0 – 3                                                                    | Australia                                                                | Amichevole                                                               | -                                                                        | 74’                                                                      |
| 19-11-2013                                                               | Adelaide                                                                 | Australia                                                                | 1 – 0                                                                    | Costa Rica                                                               | Amichevole                                                               | -                                                                        | 60’                                                                      |
| 7-6-2014                                                                 | Salvador                                                                 | Australia                                                                | 0 – 1                                                                    | Croazia                                                                  | Amichevole                                                               | -                                                                        | 66’                                                                      |
| 14-6-2014                                                                | Cuiabá                                                                   | Cile                                                                     | 3 – 1                                                                    | Australia                                                                | Mondiali 2014 - 1º turno                                                 | -                                                                        | 78’                                                                      |
| 18-6-2014                                                                | Porto Alegre                                                             | Australia                                                                | 2 – 3                                                                    | Paesi Bassi                                                              | Mondiali 2014 - 1º turno                                                 | -                                                                        | 52’                                                                      |
| 23-6-2014                                                                | Curitiba                                                                 | Australia                                                                | 0 – 3                                                                    | Spagna                                                                   | Mondiali 2014 - 1º turno                                                 | -                                                                        | 72’                                                                      |
| 4-9-2014                                                                 | Liegi                                                                    | Belgio                                                                   | 2 – 0                                                                    | Australia                                                                | Amichevole                                                               | -                                                                        | 60’                                                                      |
| 8-9-2014                                                                 | Londra                                                                   | Arabia Saudita                                                           | 2 – 3                                                                    | Australia                                                                | Amichevole                                                               | -                                                                        | 78’                                                                      |
| 14-10-2014                                                               | Doha                                                                     | Qatar                                                                    | 1 – 0                                                                    | Australia                                                                | Amichevole                                                               | -                                                                        |                                                                          |
| 18-11-2014                                                               | Osaka                                                                    | Giappone                                                                 | 2 – 1                                                                    | Australia                                                                | Amichevole                                                               | -                                                                        | 64’                                                                      |
| 9-1-2015                                                                 | Melbourne                                                                | Australia                                                                | 4 – 1                                                                    | Kuwait                                                                   | Coppa d'Asia 2015 - 1º turno                                             | -                                                                        | 84’                                                                      |
| 13-1-2015                                                                | Sydney                                                                   | Australia                                                                | 4 – 0                                                                    | Oman                                                                     | Coppa d'Asia 2015 - 1º turno                                             | -                                                                        | 51’                                                                      |
| 22-1-2015                                                                | Brisbane                                                                 | Cina                                                                     | 0 – 2                                                                    | Australia                                                                | Coppa d'Asia 2015 - Quarti di finale                                     | -                                                                        | 60’                                                                      |
| Totale                                                                   |                                                                          | Presenze (7º posto)                                                      | 84                                                                       |                                                                          | Reti                                                                     | 13                                                                       |                                                                          |

## Palmarès

### Nazionale
- OFC Under-20 Championship: 1

1998
- Coppa d'Oceania: 1

2004
- Coppa d'Asia: 1

2015